# Forsteronia acouci
Espèce
Classification APG III (2009)
Synonymes
selon tropicos :
- Apocynum acouci Aubl. - Basionyme
- Apocynum paniculatum Lam.
- Forsteronia benthamiana Müll. Arg.
- Forsteronia corymbifera (Miers) Sandwith
- Forsteronia schomburgkii A. DC.
- Forsteronia schomburgkii (Benth.) Müll. Arg.
- Forsteronia viridescens S.F. Blake
- Thyrsanthus acouci (Aubl.) Miers
- Thyrsanthus benthamianus (Müll. Arg.) Miers
- Thyrsanthus schomburgkii Benth.[2]

selon GBIF: 
- Apocynum acouci Aubl. - Basionyme
- Apocynum paniculatum Lam.
- Forsteronia benthamiana Müll.Arg.
- Forsteronia schomburgkii (Benth.) Müll.Arg.
- Forsteronia viridescens S.F.Blake
- Thyrsanthus acouci (Aubl.) Miers
- Thyrsanthus benthamianus (Müll.Arg.) Miers
- Thyrsanthus schomburgkii Benth.[3]

Forsteronia acouci est une espèce de plantes à fleurs de la famille des Apocynaceae (famille des pervenches). C'est une liane ligneuse néotropicale.
Elle est connue au Suriname sous le nom de ëmapo petuku (nom générique Tiriyó).

## Description
Forsteronia acouci est liane arbustive, ligneuse, le plus souvent glabre, avec une tige atteignant 2-10 cm de diamètre. Son écorce est très épaisse et très liègeuse, multicouches et avec des excroissance marquées. Il répand souvent un latex clair, de couleur blanc à miel en cas de blessure.
Les ramifications des tiges sont rondes, avec une écorce brun rougeâtre, portant des lenticelles. Les tiges plus âgées sont rondes ou aplaties, à l'écorce avec d'abondantes lenticelles et de grands cônes liégeux. Le motif des tiges en coupe est X-S concentrique.
Les feuilles sont simples, opposées, de forme elliptiques à étroites, mesurant 8-15 x 3-7 cm, à base arrondie (pas cordée), à apex brusquement acuminé, de texture coriace à sub-coriace, de couleur vert foncé dessus, rouge-brun terne dessous.
Les nervure tertiaires sont ± parallèles et à angle droit par rapport à la nervure centrale.
Le pétiole long de 0,3-0,7 cm.
On observe une paires de glandes à la base de la feuille, ainsi que des domaties glabres.
L'inflorescence longue de ±10 cm, est de type panicule avec de nombreuses fleurs, très peu poilues.
Le corolle est minuscule, avec un tube long de 0,1-0,25 cm.
Les fruits sont des follicules largement séparés, mesurant chacun 40-55 x 0,4-0,5 cm, reliés entre eux à l'extrémité.
Les graines ovoïdes ou aplaties, mesurent 1,5 cm de long, et portant des poils longs de ±4 cm.
Cette espèce varie beaucoup à travers son aire de répartition : ses feuilles sont plus fines, ses fleurs plus petites et plus velues dans les Guyanes, par rapport aux formes d'Amazonie.

## Écologie
Forsteronia acouci est une espèce peu commune qui affectionne les forêts ripicoles, et occasionnellement les formations secondaires et les lisières forestières.
En Guyane elle est commune dans les forêts de terre ferme, fleurit en novembre et fructifie en févier.
Les fleurs de Forsteronia acouci sont discrètes et les semences disséminées par anémochorie (graine portant de longues soies).
Forsteronia acouci est une liane s'enroulant de façon dextrogyre.
Forsteronia acouci peut dominer la communauté de lianes dans certaines forêts du Costa Rica ou du Mexique.
La structure du pollen de Forsteronia acouci a été étudiée,.
Forsteronia acouci est la seule espèce de son genre qui a montré la capacité de se reproduire par voie végétative dans une forêt d'Amazonie centrale.
Forsteronia acouci est capable de survivre dans les zones dominées par le bambou Bambusa vulgaris à Trinidad.

## Répartition
Forsteronia acouci est présent dans les Guyanes, l'ensemble du bassin amazonien, l'Amérique centrale jusqu'au sud du Mexique.

## Utilisation
La cytotoxicité d'extraits de Forsteronia acouci a été testée contre des lignées cellulaires cancéreuses (sans résultats significatifs).

## Protologue

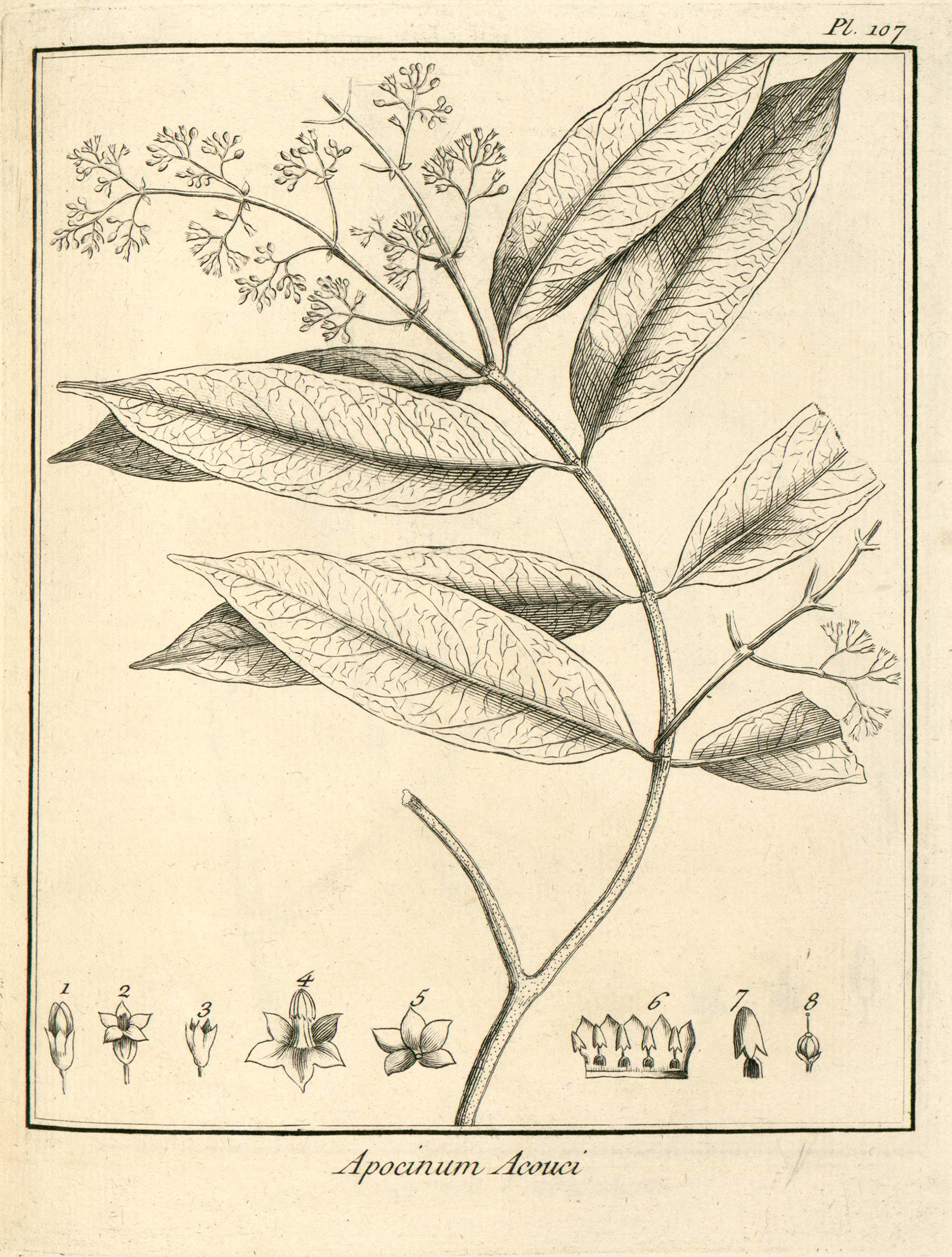
Forsteronia acouci par Aublet (1775) :
Planche 107. - 1. Bouton de fleur. - 2. Fleur épanouie. - 3. Calice. - 4. Corolle vue en deſſus. Étamines. - 5. Corolle vue en deſſous. - 6. Corolle ouverte. Étamines. - 7. Étamine ſéparée. - 8. Diſque. Ovaire, Style. Stigmate.

En 1775, le botaniste Aublet a décrit cette espèce sous le nom d’Apocynum acouci, et le protologue est le suivant : 

« APOCYNUM (Acouci) foliis oblongo-ovatis, acuminatis; floribus minimis, albis. (TABULA 107.)
Frutex caules plures, ſarmentofos, nodofos, ſuprà arbores vicinas expanſos emittens ; folia oppoſita, ovato-oblonga, in acumen longum deſinentia, glabra, integerrima, brevi petiolata, petiolis caules & ramos, amplexantibus. Flores paniculati, terminales & axillares. Corymbi oppoſiti, ad baſim squamula muniti. Corolla alba, minima. Fructus deſideratur.
Florebat Novembri.
Habitat in pratis Sinémarienſibus.
Nomen Caribæum ACOUCI ANTEGRI.

L’APOCIN Acouci. (Planche 107.)
Cet arbrisseau pouſſe de ſa racine pluſieurs tiges, dont les plus groſſes ont à leur naiſſance environ trois ou quatre pouces de diamètre. L'écorce eſt liſſe, cendrée, & rend, lorſqu'on la bleſſe, un ſuc laiteux. De ces tiges s'élèvent des rameaux grêles, flexibles, qui ſe répandent ſur les arbres voiſins.
Les feuilles ſont deux à deux, oppoſées, vertes, longues de quatre pouces, & larges d'un pouce & plus, terminées par une longue pointe. Leur pédicule eſt court ; & à l'endroit où il s'inſère eſt une très petite gaîne membraneuſe qui enveloppe les tiges.
Les fleurs viennent ſur des panicules qui naiſſent des aiſſelles des feuilles, & à l'extrémité des rameaux. Toutes les divisions & la panicule ſont oppoſées, & ont chacune à leur baſe une petite écaille.
Chaque diviſion eſt encore ſubdivifée en pluſieurs petits bouquets de trois, quatre ou cinq fleurs blanches. Les fleurs ſont très petites, & on ne peut en bien déterminer la forme qu'avec la loupe.
Le calice eſt d'une ſeule pièce partagée en cinq parties aiguës.
La corolle eſt d'une ſeule pièce partagée en cinq lanières égales, aiguës, qui débordent les diviſions du calice.
Les étamines ſont au nombre de cinq attachées à la corolle, à l'entrée de ſon petit tube, entre ſes diviſions. Les filets ſont courts, larges à leur naiſſance. Les anthères ſont oblongues, aiguës, en forme de fléche, réunies enſemble, & renferment l'extrémité du ſtyle.
Le piſtil eſt porté ſur un diſque. C'eſt un ovaire rond, cannelé, ſurmonté d'un style & d'un stigmate.
Je n'ai pas pu obſerver le fruit de cet arbriſſeau.
II croît dans les boſquets des ſavanes qui ſont à Sinémari. Il étoit en fleur dans le mois de Novembre.
Cet arbriſſeau eſt nommé ACOUCI ANTEGRI par les Galibis. »

— Fusée-Aublet, 1775.